# Stoomklok

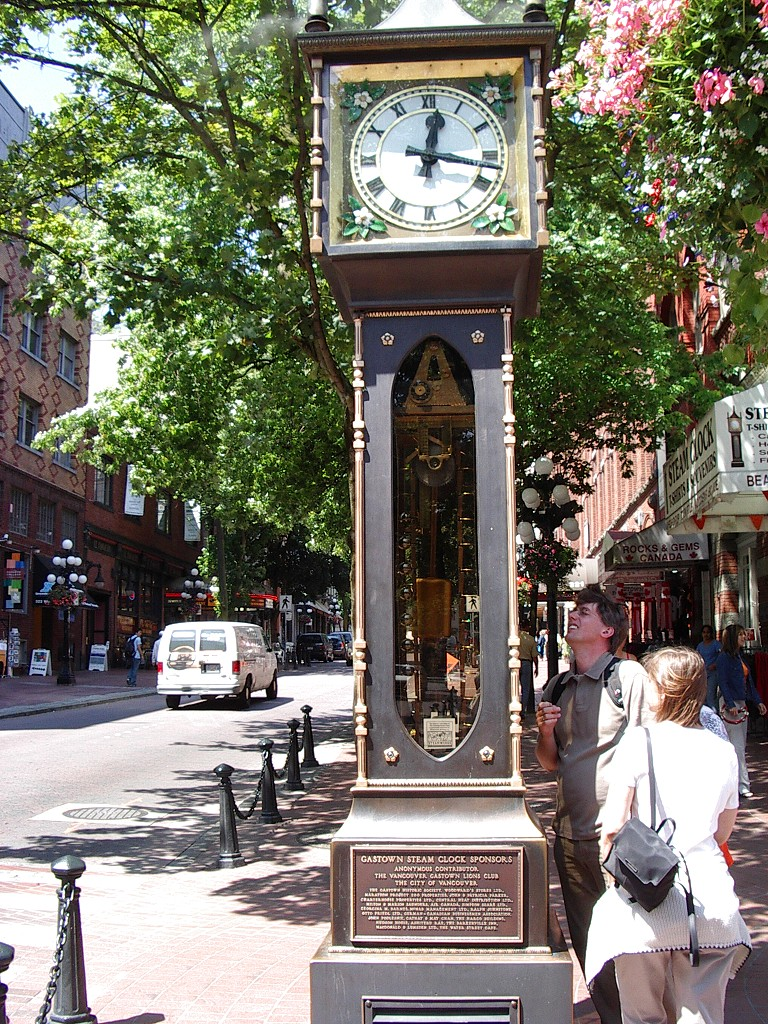
Toeristen bekijken de Gastown stoomklok in Vancouver

Een stoomklok is een klok die volledig of deels wordt aangedreven door een stoommachine. Er bestaan slechts enkele stoomklokken. De meeste zijn ontworpen door de Canadese klokkenmakker Raymond Saunders.
Hoewel de stoomklokken er meestal uitzien alsof ze antiek zijn en uit de 19e eeuw stammen, zijn ze een veel recenter fenomeen. De klok van Saunders in Vancouver stamt uit 1977. Een uitzondering daarop is de 19e-eeuwse stoomklok die John Inshaw uit Birmingham bouwde om de veelzijdigheid van stoomkracht te laten zien. 

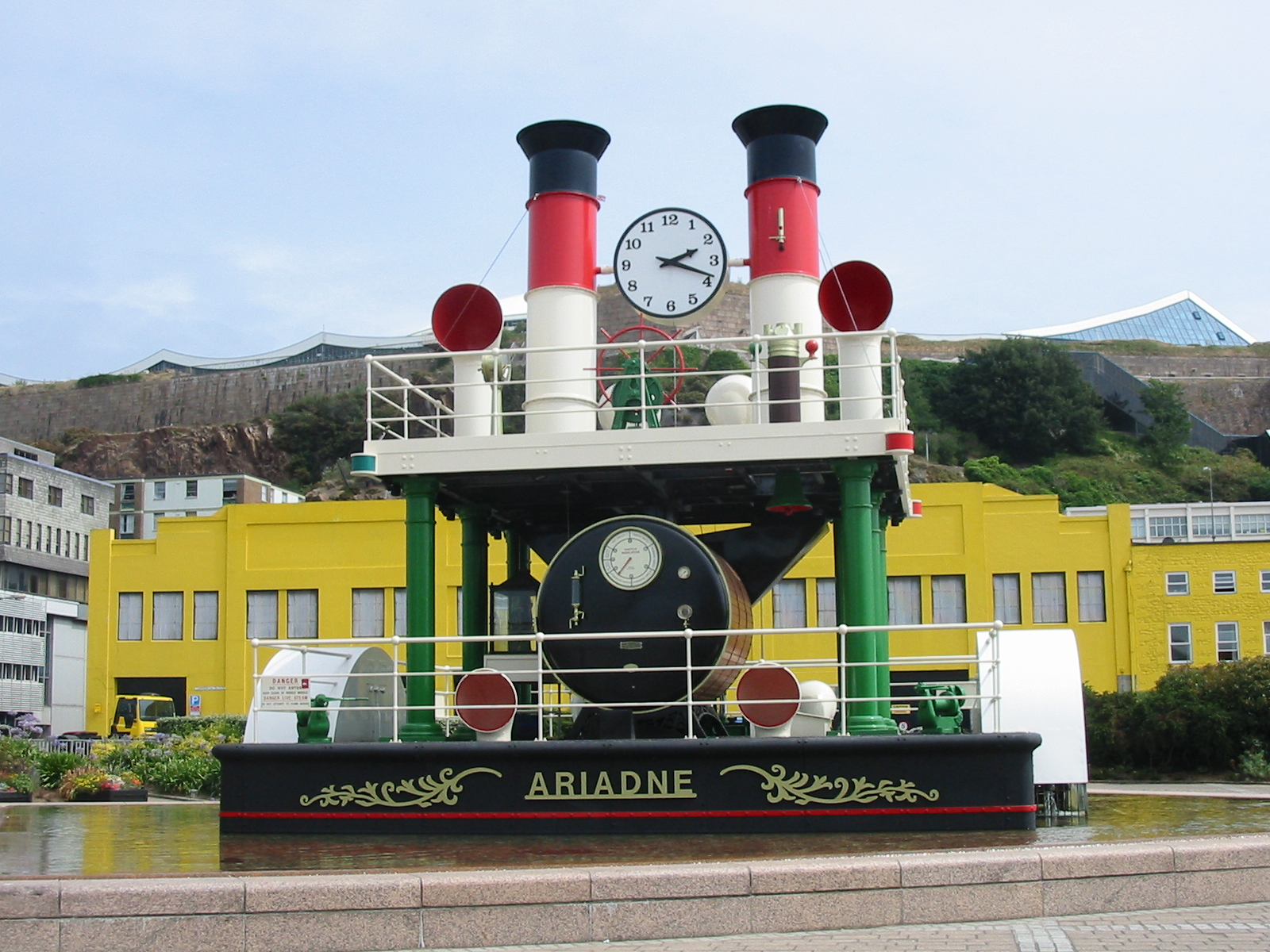
De stoomklok Ariadne

## De "stoombootklok" in de haven van St. Helier op Jersey
De stoomklok in Saint Helier is een replica van het middengedeelte van de door een schoepenrad aangedreven stoomboot, Ariadne genoemd.  De klok is opgesteld ter herinnering aan een van de eerste stoomschepen die tussen Engeland en de Kanaaleilanden heen en weer voer.
Voor de bouw van deze klok werd in 1996 opdracht gegeven. Hoewel de klok oorspronkelijk door stoom werd aangedreven, werd dit mechaniek later vervangen door een elektrische aandrijving. De klok schijnt toch af en toe "stoom" af te blazen, hoewel dat op de aangekondigde uren in 2006 niet het geval blijkt te zijn.
De bouw van de klok is met een slechte pers gepaard gegaan. De eilandbewoners moesten namelijk diep in buidel tasten om geld te doneren voor een MRI-scanner voor het lokale ziekenhuis, terwijl de overheid £ 350.000 van de belastingbetalers uitgaf aan deze ene klok.